# Gamage

Gamage Aster 6.5 HP Tonneau von 1903

Gamage war ein britischer Hersteller von Automobilen. 

## Unternehmensgeschichte
Das Kaufhaus A. W. Gamage Limited, 1878 gegründet, begann 1903 in Holborn mit der Herstellung von Automobilen. 1905 wurde die Produktion vorübergehend eingestellt. Zwischen 1914 und 1915 wurden erneut Fahrzeuge produziert. Das Kaufhaus schloss 1972.

## Fahrzeuge
Die Fahrzeuge zwischen 1903 und 1905 entstanden auf Fahrgestellen von Lacoste & Battmann. Es wurden Einzylinder- und Zweizylindermotoren von Aster und De Dion-Bouton verwendet.
Die Fahrzeuge aus der Zeit zwischen 1914 und 1915 wurden mit Vierzylindermotoren von Chapuis-Dornier mit 1244 cm³ und 1460 cm³ Hubraum ausgestattet.
Ein Fahrzeug dieser Marke nimmt gelegentlich am London to Brighton Veteran Car Run teil.